# Organisme xylophage

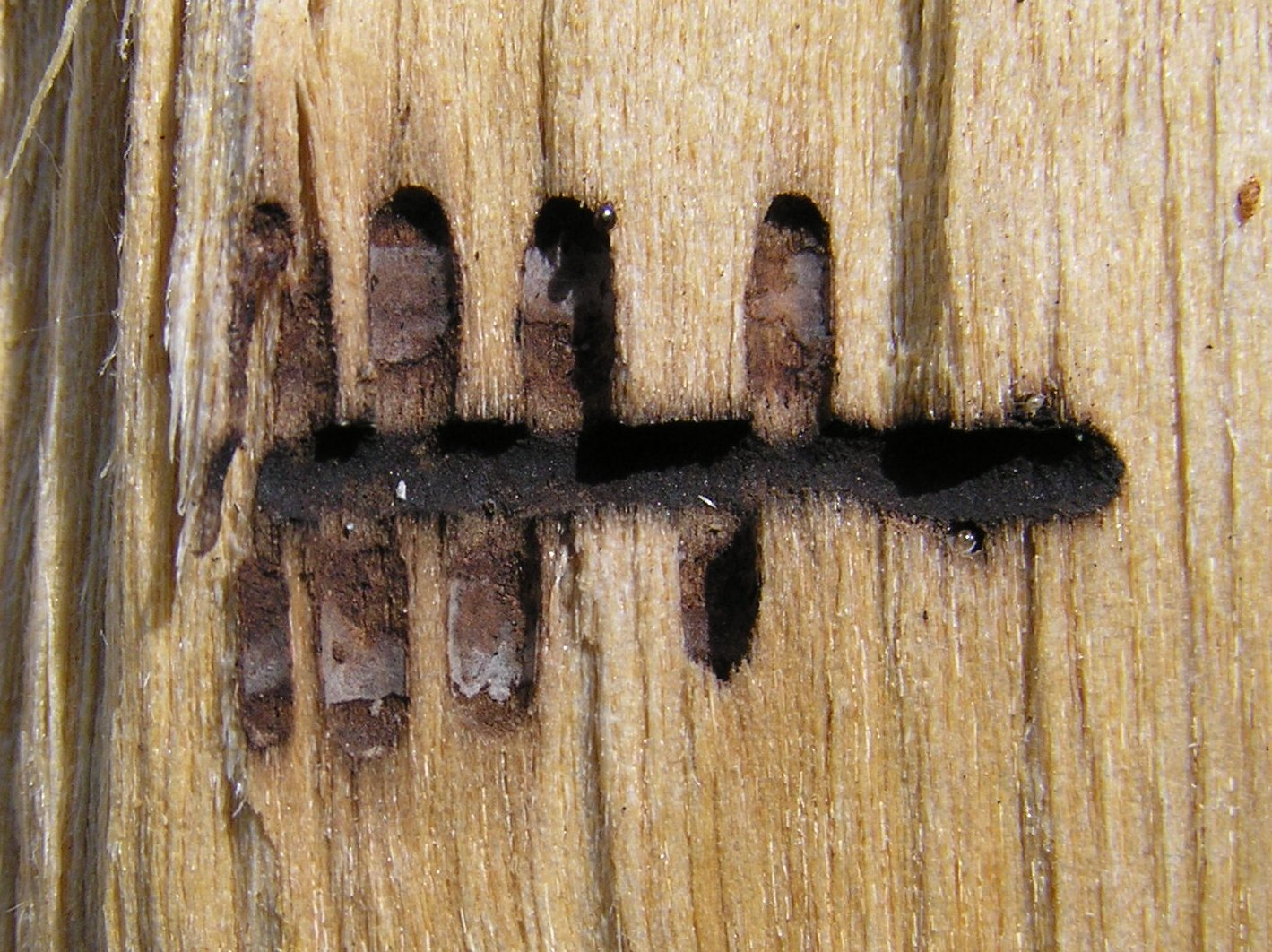
La taille et la forme des galeries laissées par les larves sont des indices permettant parfois d'identifier l'espèce. Ici, il s'agit de Scolytes ou de Platypes, agents de la Piqûre noire. Ces insectes foreurs creusent des galeries dans le bois sur pied affaibli ou fraîchement abattu (attirés par les produits de fermentation du bois, notamment l'éthanol) pour y pondre leurs œufs.

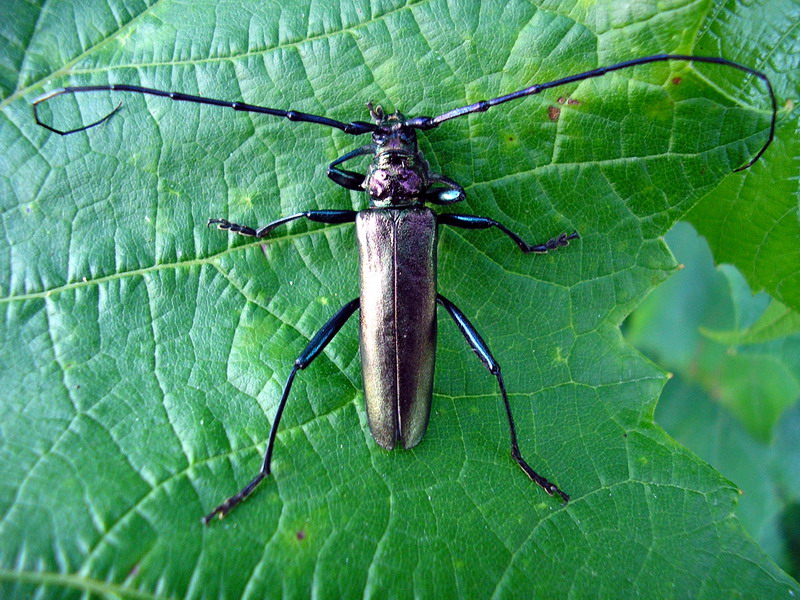
Aromia moschata, insecte devenu rare en Europe, faute de « gros bois mort » (ici photographié en Lituanie).

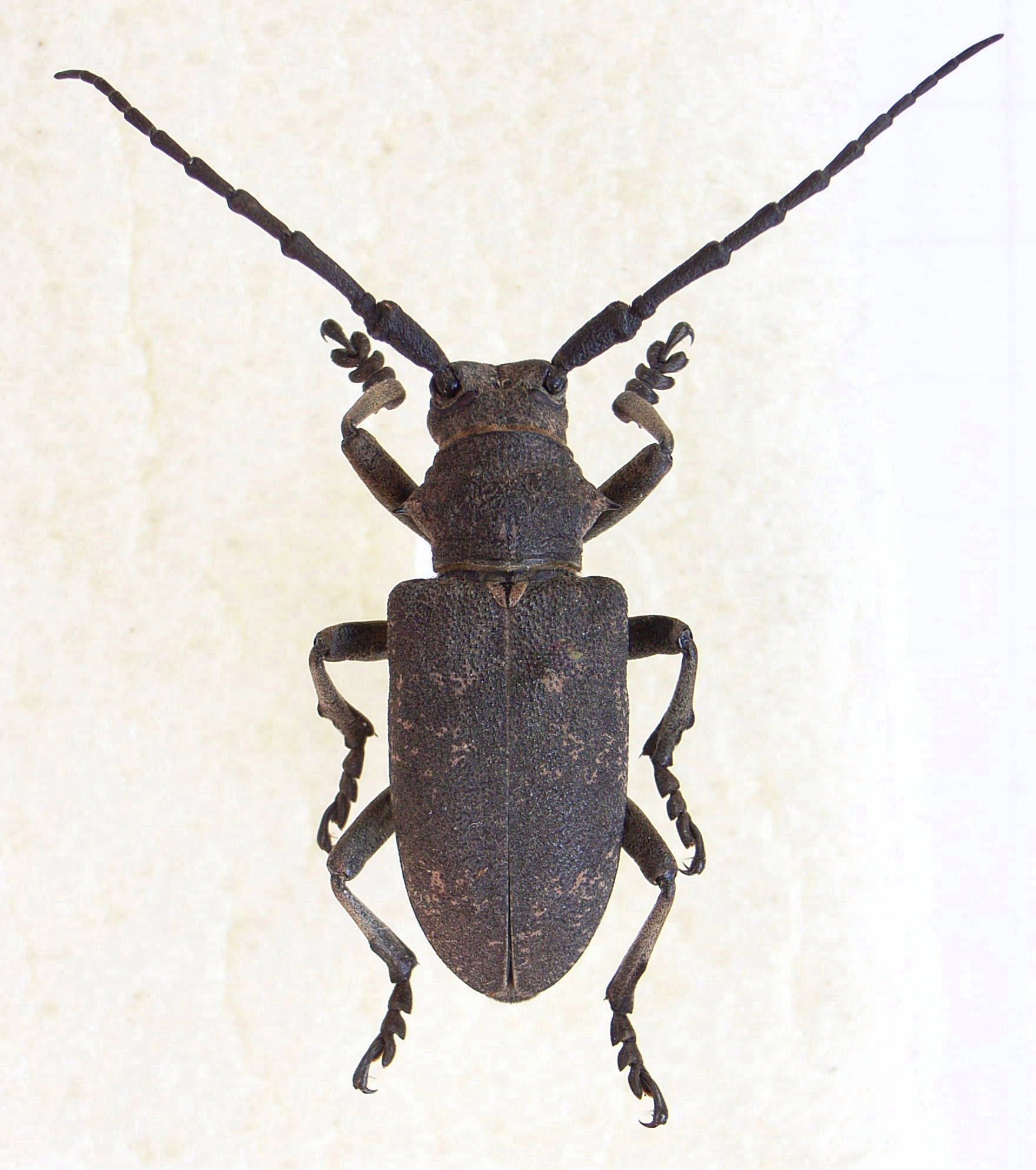
Lamia textor.

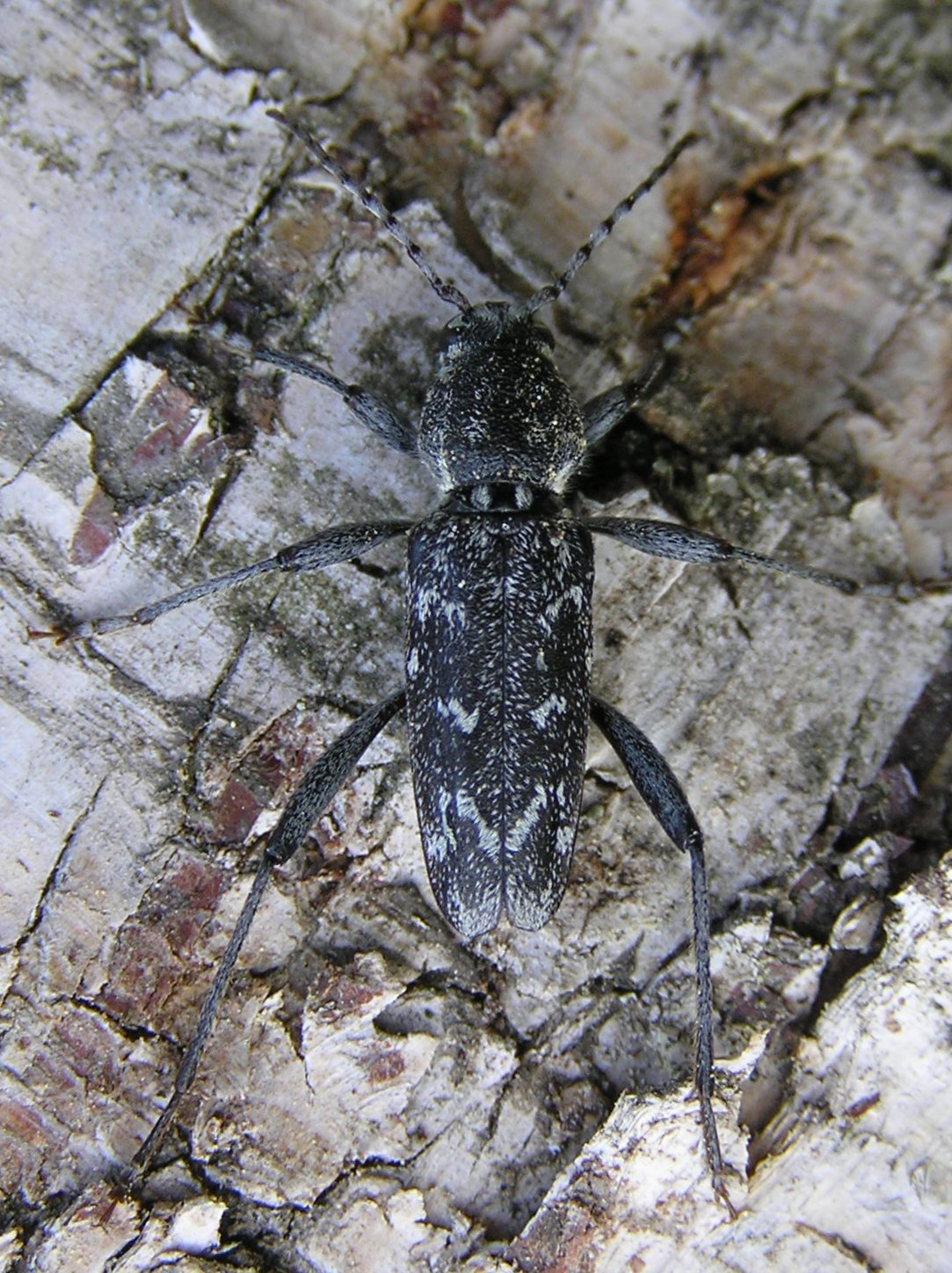
Xylotrechus rusticus, Forêt de Białowieża (Pologne).

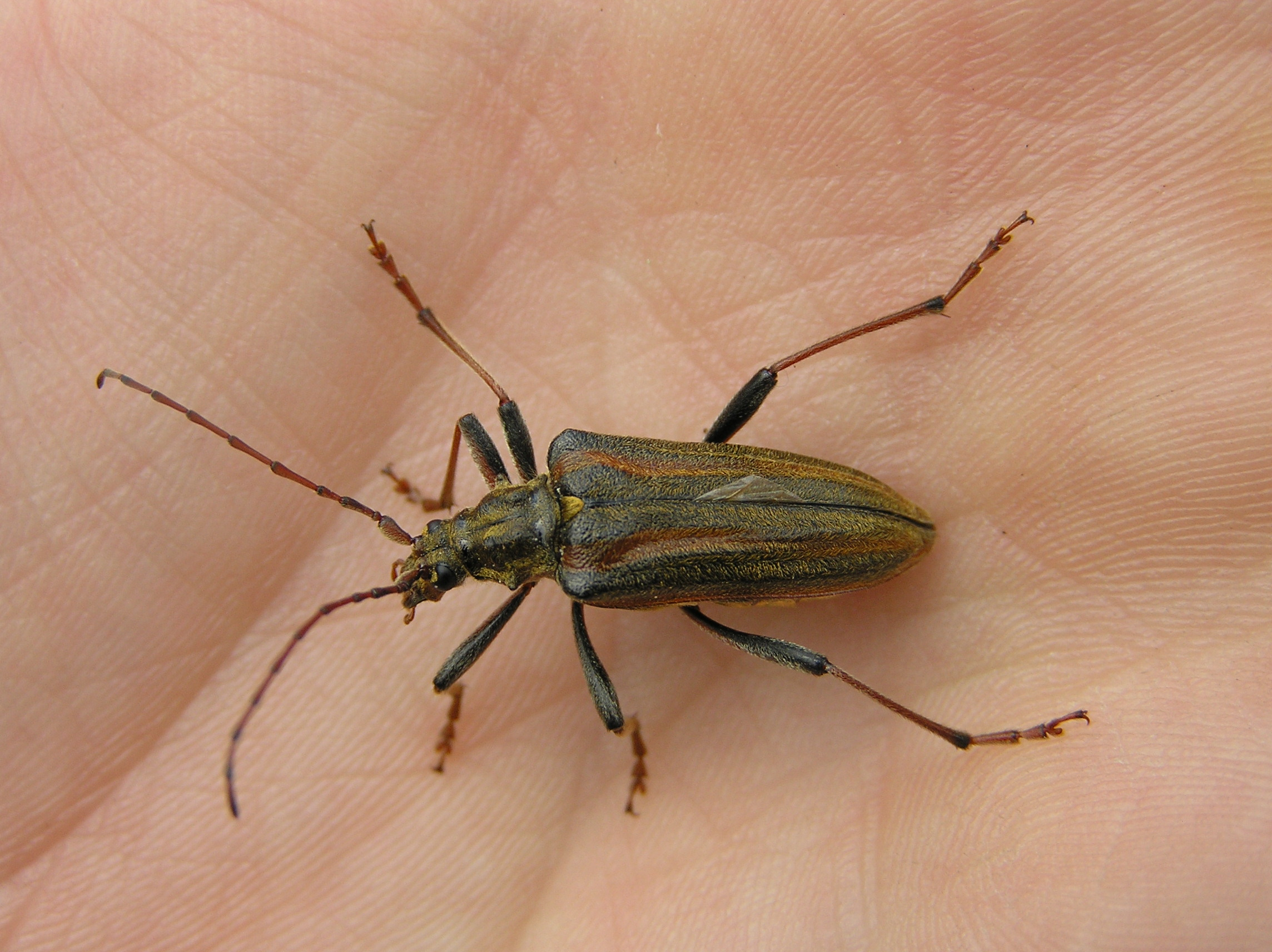
Oxymirus cursor (Bialowieza, Pologne).

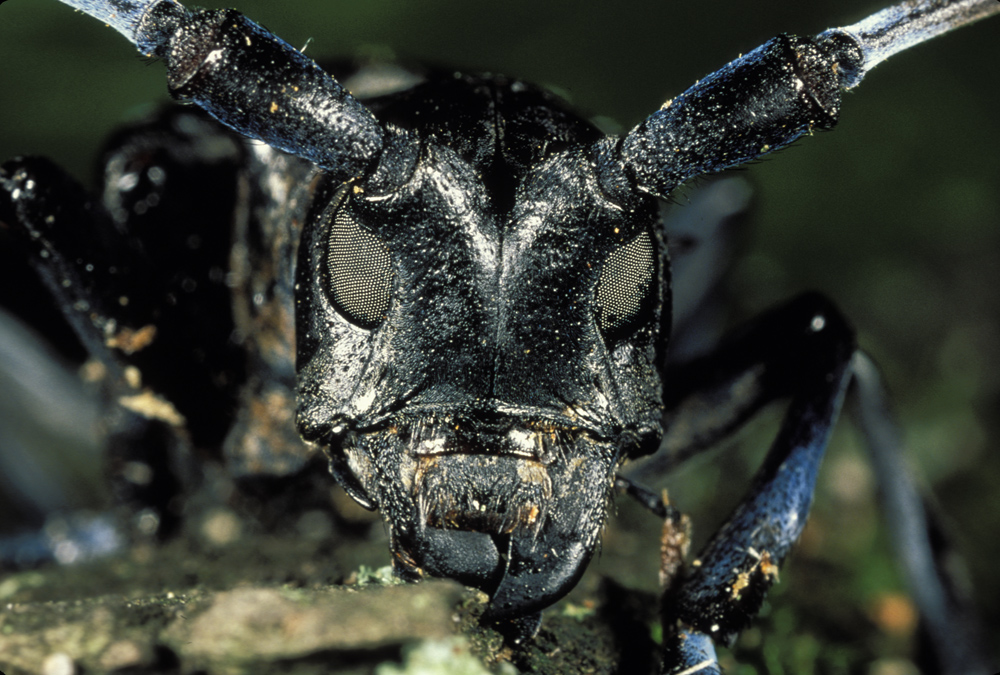
Détail des mandibules dAnoplophora glabripennis.

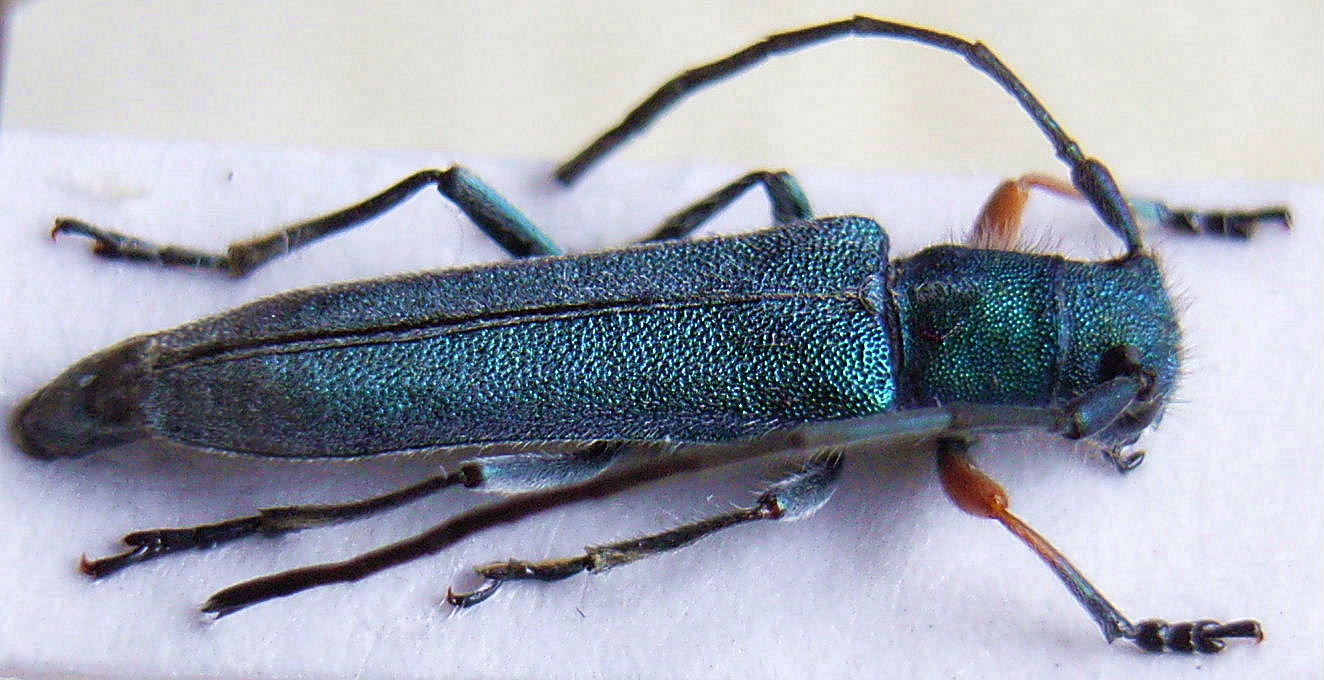
Phytoecia caerulea.

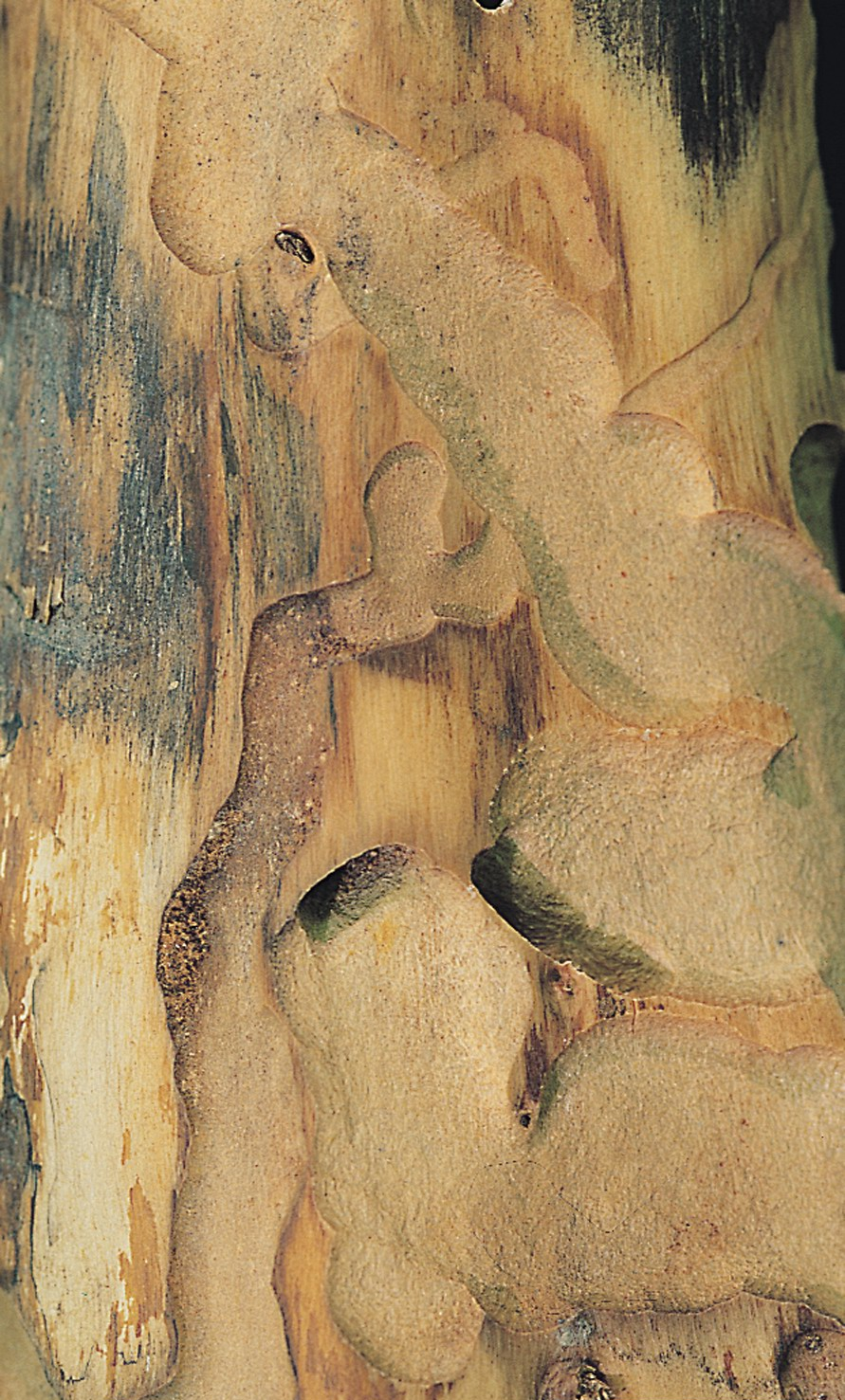
Galerie de Callidium violaceum.

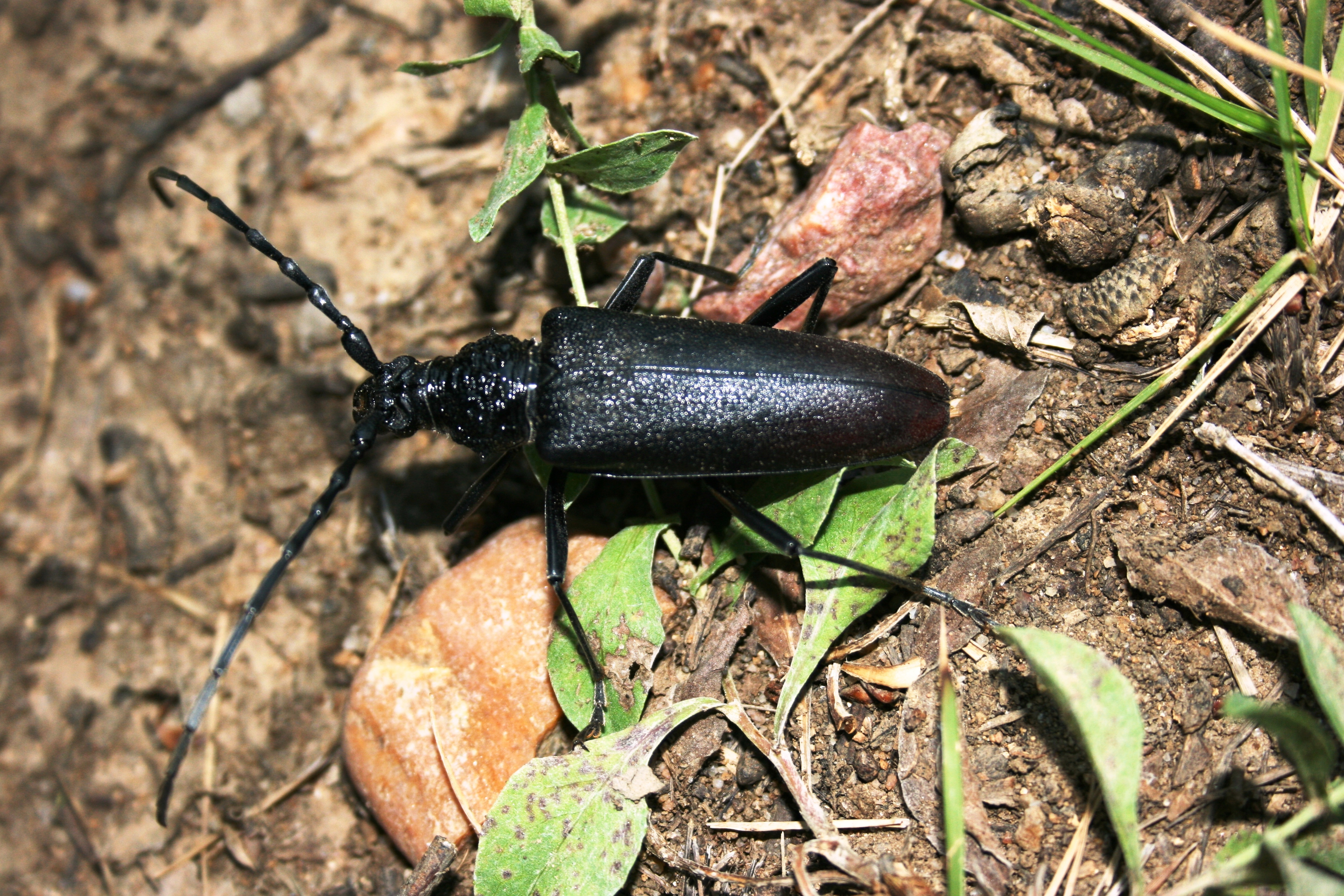
Cerambyx cerdo.

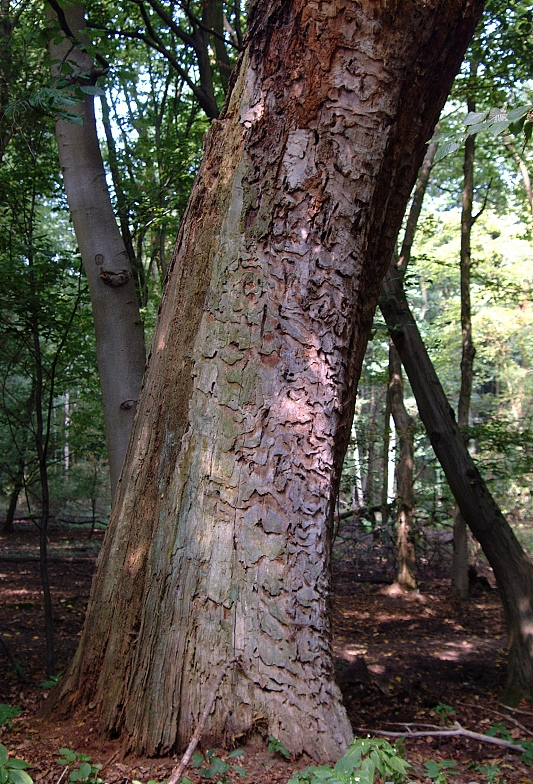
Galeries de Cerambyx cerdo sur chêne (près de Francfort, en Allemagne).

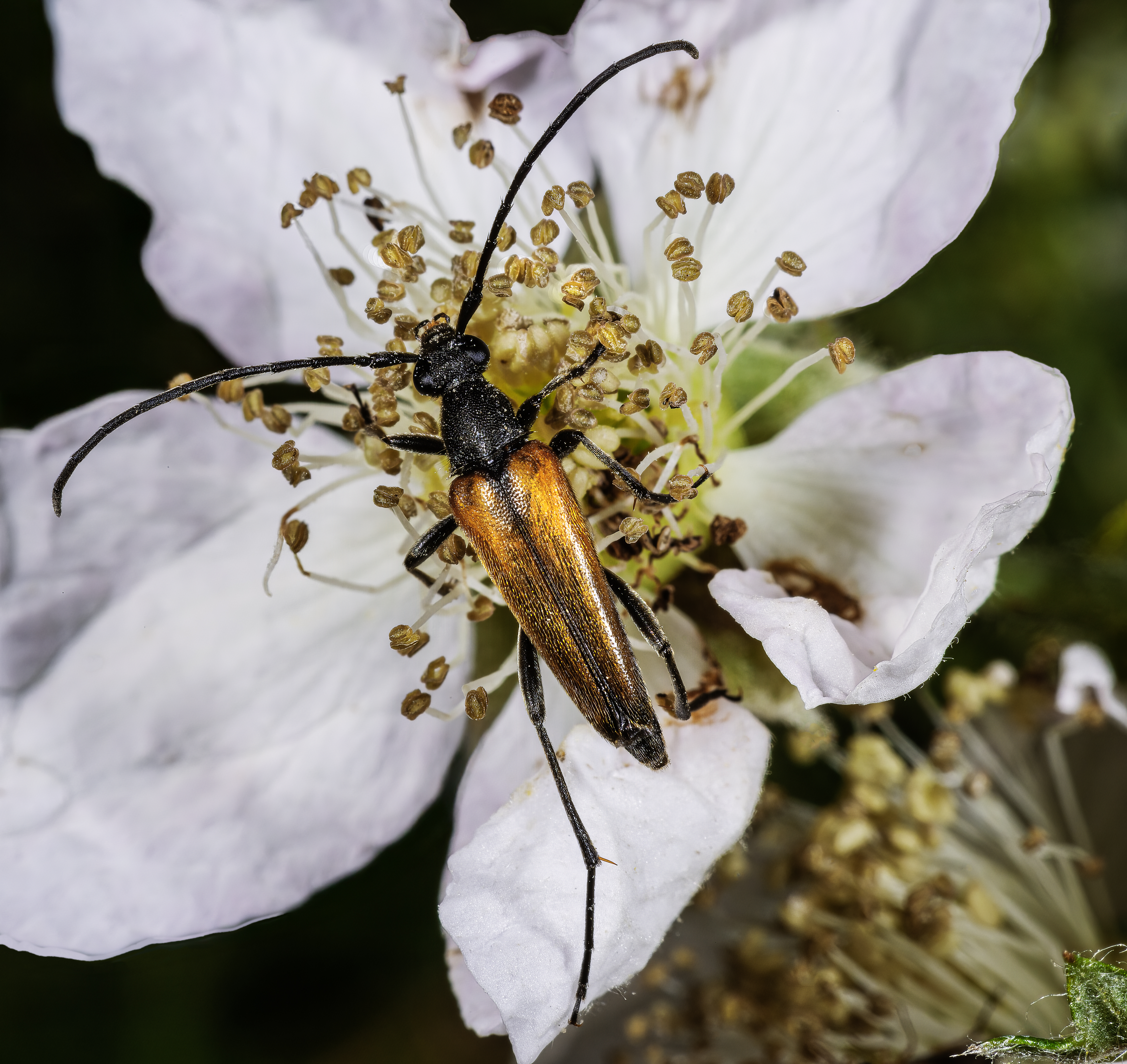
Stenurella melanura (pollinisateur, à l'état adulte).

Un organisme xylophage (du grec ancien : ξύλον / xúlon « bois » et φαγεῖν / phageîn « manger ») est un organisme vivant (désignant le plus souvent les animaux, lignivore étant un terme plus générique) dont le régime alimentaire est composé principalement d'aubier, mais aussi de « bois parfait » (duramen). Ces animaux, à l'état larvaire ou adulte, mangent les branches, les troncs ou les racines des arbres morts ou vivants. Les saproxylophages ne consomment que le bois mort en décomposition. Les pyrophiles recherchent le bois brûlé par les incendies de forêts (longicorne noir en Amérique du Nord par exemple).
Les insectes dits xylophages, pour la plupart (une exception étant les larves de buprestes), ne peuvent digérer seuls la cellulose et/ou la lignine. « La plupart consomment en fait le produit de la digestion du bois par des symbiotes internes — protozoaires flagellés des termites, bactéries des vers blancs des Scarabéidés, etc. — ou externes comme les champignons Ambrosia des galeries de Platypes ».
Ces agents de dégradation du bois contribuent au cycle du carbone, à la qualité du sol forestier, à la résilience écologique et à la régénération naturelle des forêts. Selon la Organisation des Nations unies pour l'alimentation et l'agriculture (FAO), le réchauffement climatique peut cependant être une source de pullulations anormales d'insectes xylophages.

## Types
De très nombreux organismes xylophages existent. La plupart sont bactériens, microbiens et fongiques, très mal inventoriés et probablement inconnus pour la plupart des souches bactériennes.
Dans la microfaune, il s'agit généralement d'invertébrés, et d'arthropodes et surtout des insectes appartenant à des genres et espèces variées et plus ou moins spécialisés (certains ne consomment que le bois d'une seule essence, et par exemple uniquement le tronc, ou que les branches ou que les racines), d'autres ne consomment que le bois brûlé ou le bois détrempé, etc.). En revanche des insectes comme les abeilles charpentières, par exemple, ne sont pas des xylophages : ils forent le bois sans s'en nourrir, uniquement dans le but de faire leurs couvains.
Quelques insectes xylophages ont un impact important sur les activités humaines, car consommant des planches, poutres ou divers gros objets en bois, le plus connu dans le monde étant le termite, dont il existe de nombreuses espèces, dont quelques-unes peuvent attaquer les bois secs ou humides des constructions humaines.
Les espèces les mieux connues sont des champignons, et quelques groupes d'invertébrés, dont trois grandes familles d'insectes comptant de nombreuses espèces xylophages (à l'état de larve et/ou d'adulte) : 
- les coléoptères (cerambycidae, buprestidae, scolytidae et curculionidae);
- les hyménoptères comptent aussi des espèces xylophages (ex : quelques tenthredinidae, Siricidae);
- les lépidoptères (sesiidae et cossidae).
- De nombreuses fourmis vivent dans le bois mort, et quelques rares espèces de formicidae, dont une fourmi nord-américaine[6] (« Black carpenter ant » ou Camponotus pennsylvanicus dont les ouvrières mesurent de 11-18 mm) peuvent attaquer le bois mort, mais aussi vivant après s'y être introduites par une blessure de l'arbre (ou coupe à la tronçonneuse).

Dans le milieu marin, les principaux invertébrés xylophages appartiennent aux Mollusques bivalves (tarets) et aux Crustacés (g. Limnoria notamment), et en eau douce quelques poissons amazoniens semblent capables de ronger et dégrader du bois voire d'en plus ou moins digérer la cellulose.

## Utilité écologique
Tyler Cobb,,, spécialiste des interactions entre incendies de forêt, exploitation de la forêt boréale et insectes forestiers, notamment pyrophiles (attirés par le bois brûlé, et spécialisés dans sa consommation), épigés (du sol forestier), des bois dépérissants (xylophages ou saproxylophages) a travaillé sur une vaste forêt pour partie incendiée en 2001 à 250 km au nord-ouest d'Edmonton (Canada), sur et autour (120 000 ha environ) de forêts qui ont brûlé au printemps 2001. Il a montré que les excréments de certains coléoptères pyrophytes (dont le longicorne noir, coléoptère de 12-30 mm long (25 mm au maximum pour sa larve) jouaient un rôle vital en augmentant la vie bactérienne du sol, ce qui contribue à une régénération forestière naturelle, plus rapide et efficace, alors que ces insectes ont souvent été considérés comme « nuisibles » ces dernières décennies note T. Cobb. Il a aussi montré que l’exploitation du bois-mort (pour le chauffage), de bois tombés lors des tempêtes ou de bois brûlés cause la mort des œufs ou larves de ces insectes utiles lorsque le bois est scié ou traité en usine (papeterie…). Tyler Cobb estime qu’il faudrait retarder la réexploitation forestière après les incendies, pour autoriser ces coléoptères à finir leur cycle de vie. Ces travaux devraient déboucher sur des orientations et guides modifiant la gestion de ces forêts écologiquement sensibles.

## Le stade larvaire
Les larves vivent en symbiose avec des bactéries et champignons qui les aident à dégrader le bois pour le rendre plus digeste. Certaines espèces synthétisent des acides puissants.

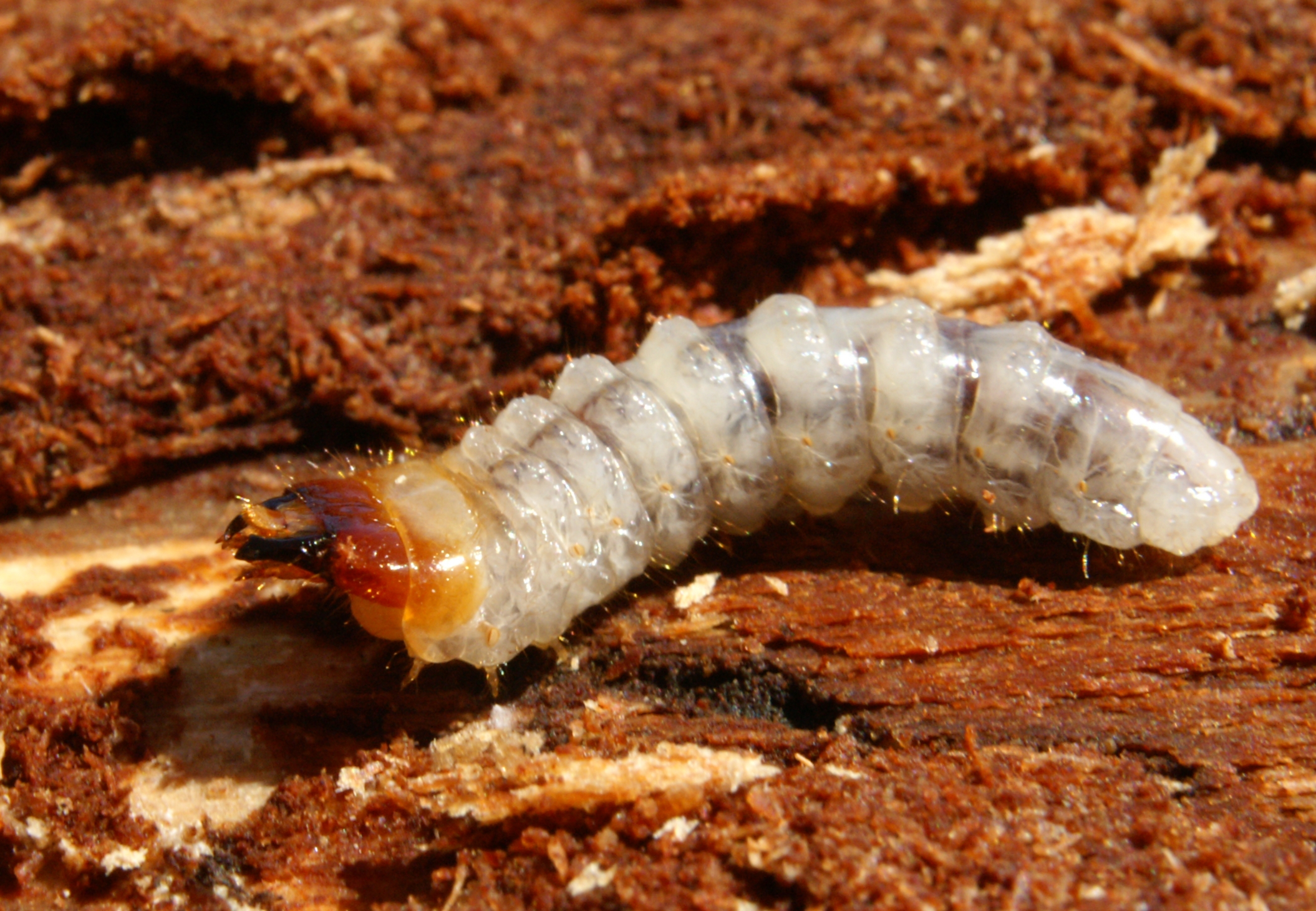
Larve de cerambycidae.
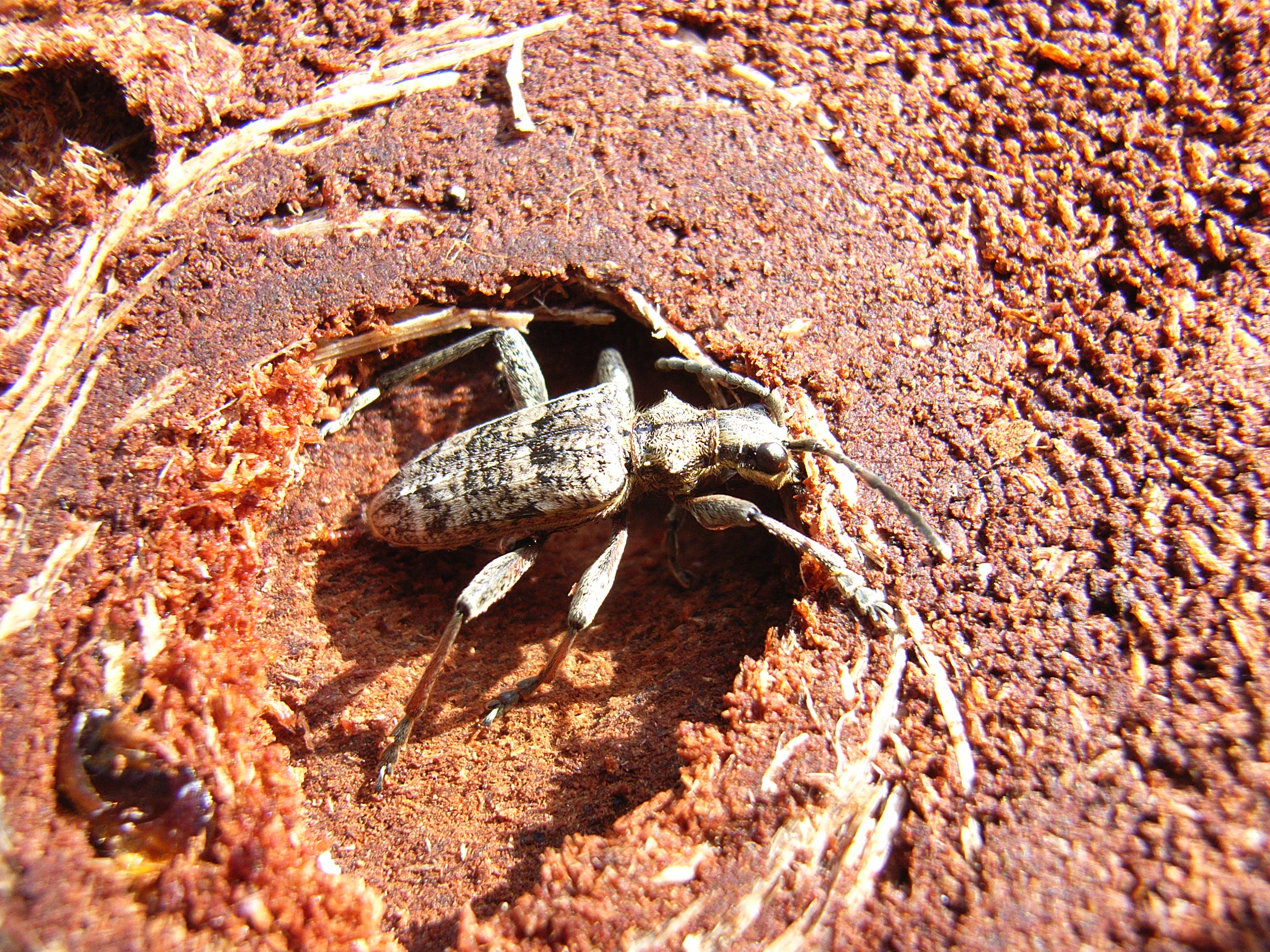
Rhagium inquisitor mâle et chambre pupale.
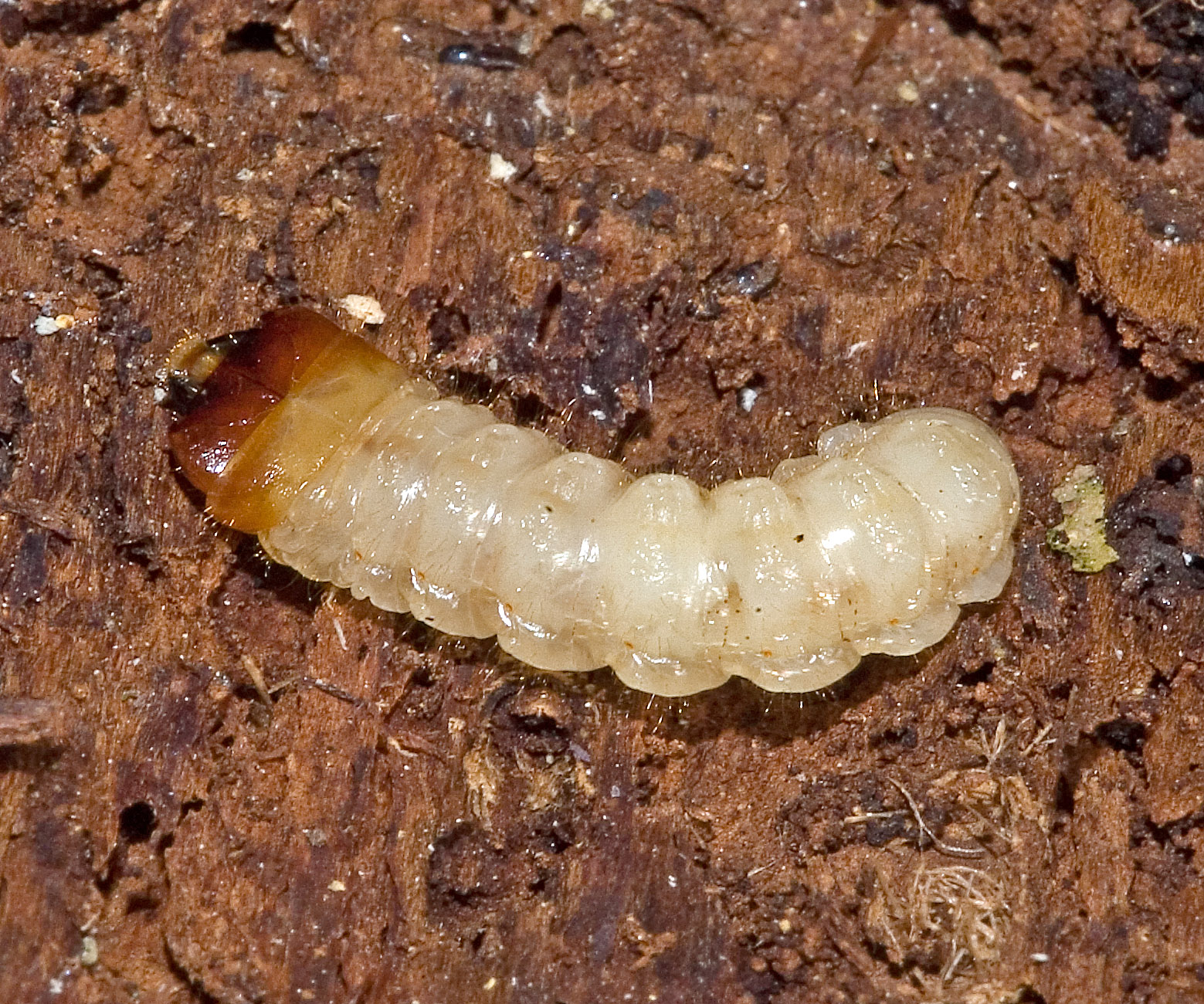
Larve de Rhagium inquisitor.
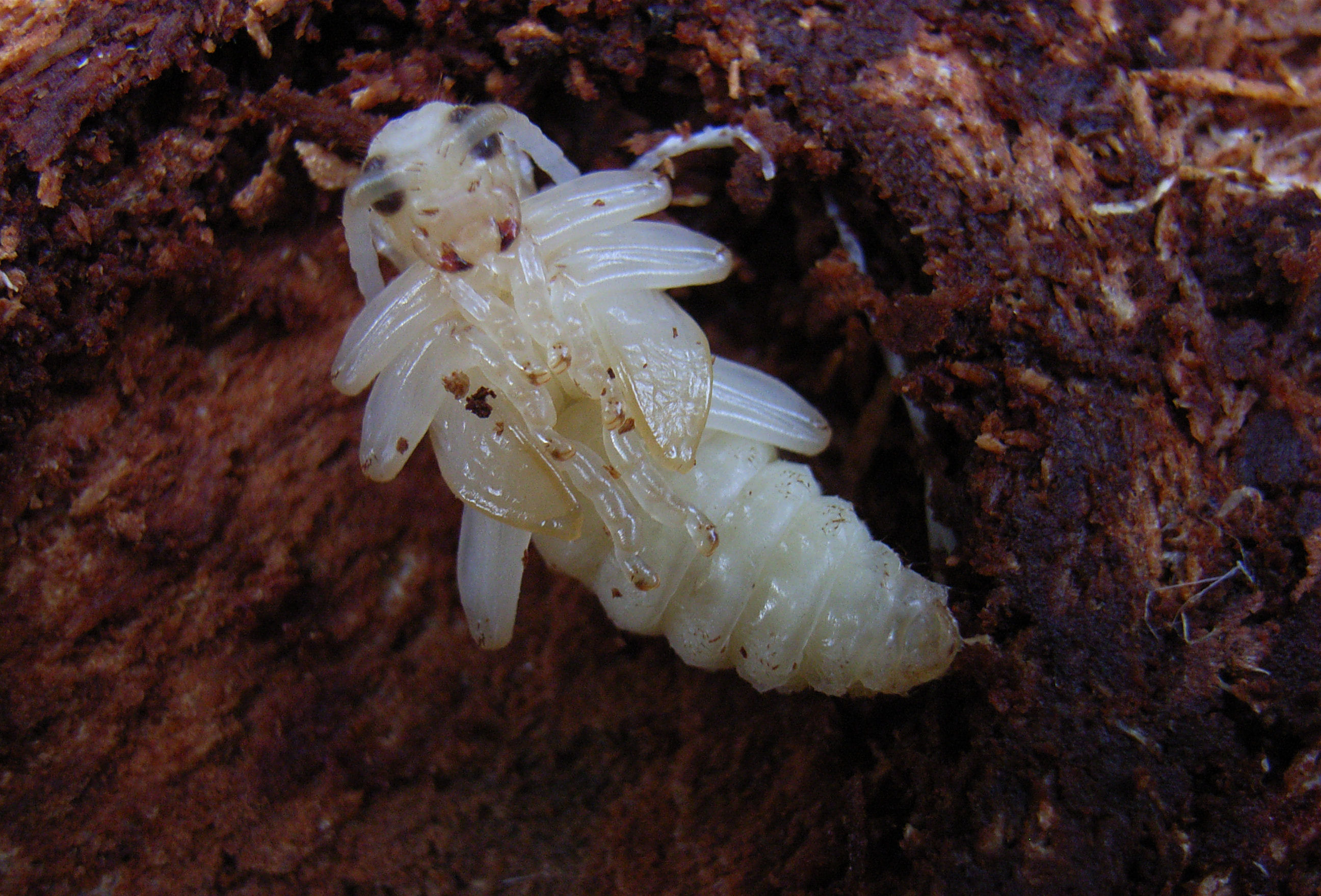
Nymphe de Rhagium mordax.
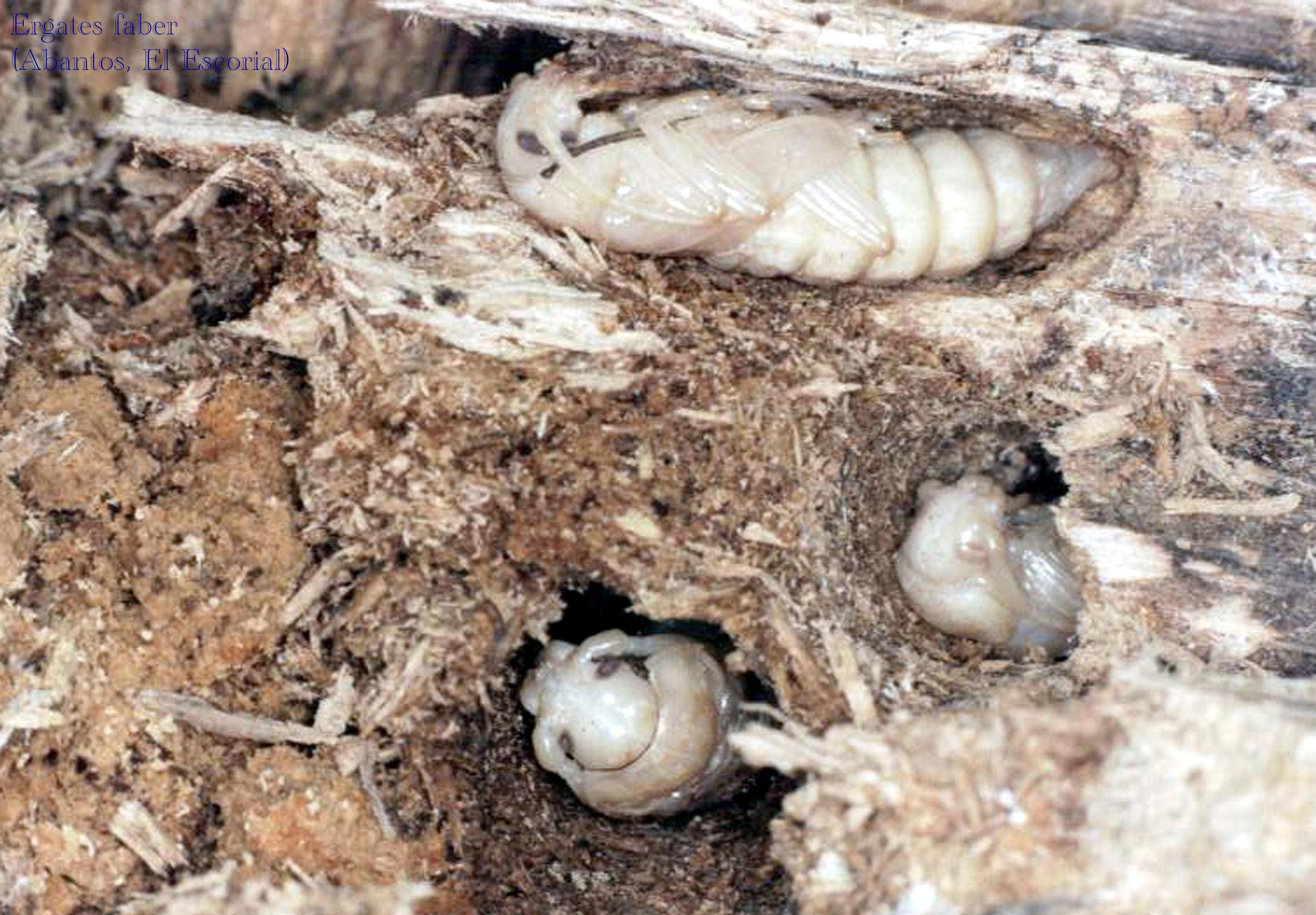
Nymphes d'Ergates faber.
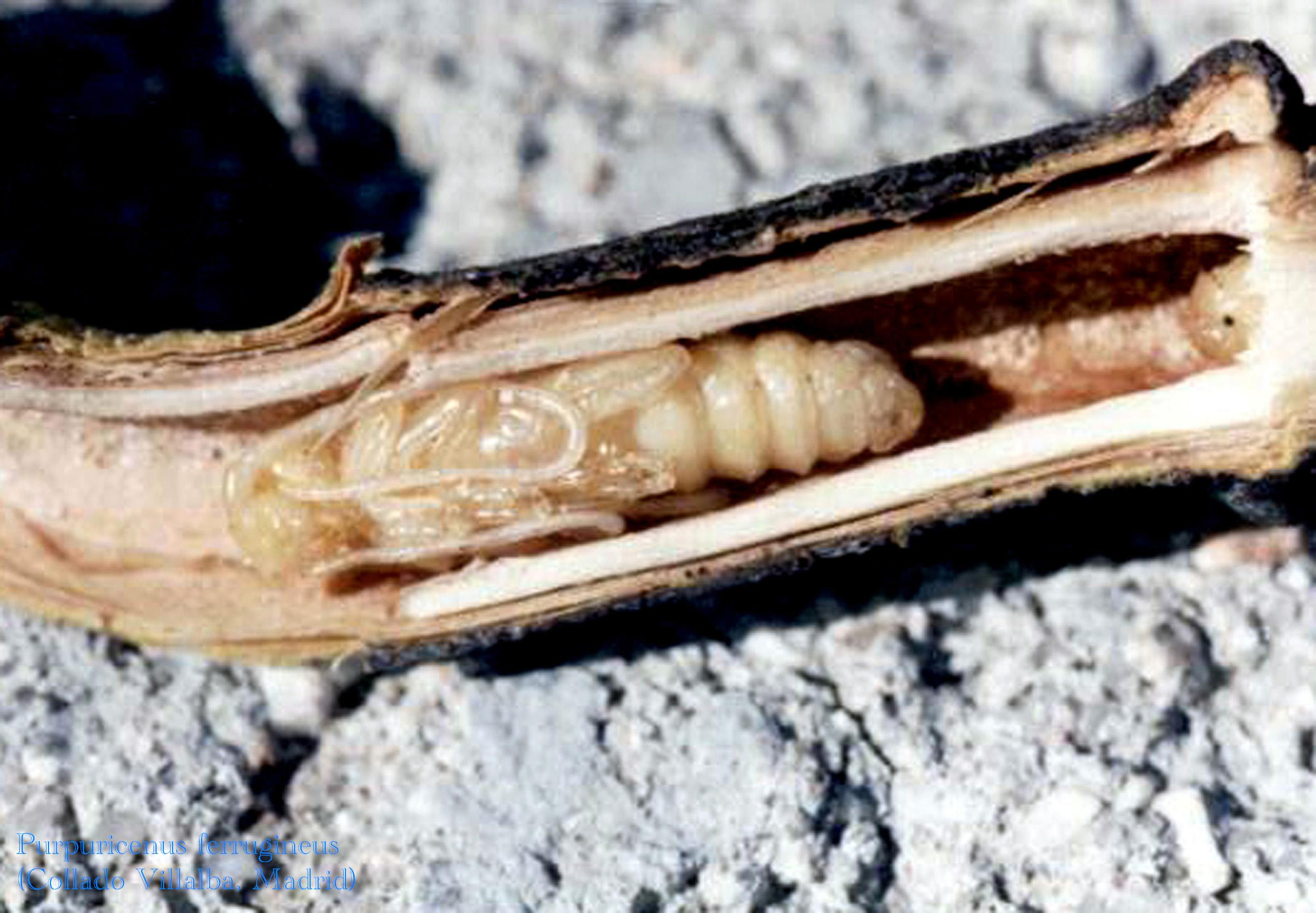
Nymphe de Purpuricenus ferrugineus.

## Importance dans leréseau trophique
Les xylophages contribuent à diversifier les niches écologiques forestières et sont une part très importante de la diversité biologique forestière ; directement, et via leurs nombreux prédateurs (qui les mangent et/ou les parasitent). Une partie de ces prédateurs sont microscopiques et mal connus (organismes viraux, bactériens et fongiques). D'autres prédateurs, nombreux, existent ; dans le monde des insectes et des invertébrés d'abord (dont acariens (araignées), pseudoscorpions), mais aussi chez les vertébrés, et notamment chez les reptiles (lézards, caméléons…) et amphibiens, de nombreux mammifères (dont chauve-souris). De nombreux oiseaux (10 espèces européennes de Chouettes au moins) dépendent des trous creusés dans les vieux arbres par les insectes xylophages, ou par les oiseaux de la famille des Pics qui par exemple dépendent en Europe à 97 % des larves d'insectes xylophages pour se nourrir en hiver. En Europe, 10 espèces de pics ne nidifient que dans des arbres à cavités ou du bois mort. Ces espèces jouent un rôle majeur dans le contrôle des équilibres écologiques forestiers.

## Menaces
En zone tropicale, ces espèces sont d'abord menacées par les coupes rases, les incendies de forêts, et la déforestation.
En Europe et dans l'hémisphère Nord, les communautés saproxylophages (invertébrés, champignons...) comptent parmi les espèces les plus menacées, en raison de la raréfaction et du bois mort, à la suite de la généralisation de l'exploitation de plus en plus intensive des forêts, facilitée par leur fragmentation par un réseau de plus en plus dense et minéral de routes et pistes forestières. Elles régressent tant en termes de biomasse (nombre d'individus) que de diversité en espèces. Il est probable que leur diversité génétique ait également beaucoup chuté, mais aucune étude n'a porté sur ces aspects, pour lesquels on ne dispose par ailleurs pas de données anciennes).
- Une première menace est la persistance d'une idée reçue voulant que le bois mort serait une source de maladies ou de parasites pour les arbres sains.
- Une autre cause de régression est l'intensification de la sylviculture qui pour rentabiliser le capital-bois cherche à couper les arbres à leur maturité sylvicole, bien avant leur maturité écologique (début de la sénescence), au moment où encore jeune, ils risquent le moins de présenter des défauts liés à l'âge (bois coloré, taché, fendu par le gel, etc.) qui affecteraient leur valeur économique directe.
- Enfin, localement la récolte du bois mort comme bois de feu, toléré voire encouragée a aussi contribué à faire disparaître cette source de nourriture, non remplaçable, pour les communautés d'espèces xylophages.

Pour ces raisons, le bois mort et sénescent a souvent fortement régressé dans les forêts cultivées, et même dans de nombreuses réserves naturelles. Les forêts européennes ont en moyenne moins de 5 % du bois mort qui serait présent s'il s'agissait de forêts naturelles. Autrement dit 95 % de la nourriture des espèces saproxylophage y a disparu, tout particulièrement les « très gros bois » morts qui abritaient des espèces spécifiques.
Dans une forêt primaire tempérée moyenne, environ un tiers du bois présent est mort et en cours de décomposition. Dans la plupart des forêts exploitées, hormis localement après le passage des tempêtes, il ne reste plus assez de gros, très gros et vieux bois mort (qui ne gèle pas à cœur), dur, tendre et moyen, debout ou couché, sec à immergé…  et il est rare de trouver plus de 1 à 3 arbres morts par ha de diamètre supérieur à 40 cm. Divers rapports scientifiques, et de grandes ONG (dont WWF) ont alerté sur le fait que le nettoiement du bois mort en forêt menaçait la survie « de près de 30 % des espèces vivant dans des forêts naturelles et est une raison directe de la longue liste rouge des espèces menacées en Europe ». Ces espèces très discrètes et la plupart du temps cachées à l'intérieur du bois en décomposition, ne volant qu'une brève partie de leur vie et souvent de nuit à l'aube ou au crépuscule ont été très mal étudiées : « Nous ne nous préoccupons pas de ce que l’on ne voit pas – ceci est particulièrement vrai pour ces formes de vies dépendant du bois mort », a déclaré Daniel Vallauri, spécialiste forestier du WWF-France. « Peu de forestiers sont conscients que les insectes, champignons ou lichens forment près de 75 % de la biodiversité d’une forêt naturelle »
Pour obtenir un écolabel forestier tel que le FSC, le syliviculteur doit prouver qu'il conserve une quantité significative et suffisante de bois mort, pour préserver les communautés saproxylophages et leurs fonctions écologiques.

### Importance de la répartition spatiale de morceaux de bois morts
Outre sa forte raréfaction, la discontinuité de la ressource en bois mort semble être une des premières causes de régression des invertébrés saproxylophages.
À titre d'exemple : Karin Schiegg a - durant deux ans - échantillonné les diptères et coléoptères  de plus de 2000 pièces de bois mort, dans 14 parcelles d'une réserve forestière suisse. Le taux de bois mort de ces parcelles variait de 48,6 m3 par parcelle à 157,9 m3 par parcelle. Le taux moyen rapporté à l'hectare pour l'ensemble des parcelles étant de 6,3 m3/ha, soit plus élevé que dans les forêts exploitées). Cette étude a montré que la diversité en diptères saproxylophages) était d'abord corrélée à la connectivité spatiale des pièces de bois mort (gros bois ou débris ligneux grossiers) plus qu'au volume de bois mort disponible. Pour les coléoptères saproxylophages, c'était même le seul critère. La diversité des espèces n'étant pas corrélée au volume de bois mort mais uniquement à sa connectivité. Cette étude a surtout porté sur les troncs de hêtre et résineux morts, les résultats auraient pu être légèrement différents en incluant plus d'essences, sur un territoires plus large, comme ils l'auraient été en forêt de plaine et plus encore en zone tropicale ou subtropicale.
Il est probable que les champignons du bois mort et d’autres espèces saproxylophages (dont communautés bactériennes) soient aussi en jeu dans la capacité d'une pièce de bois mort à « attirer » et accueillir les invertébrés saproxylophages.
Cette étude a mis en évidence un seuil de 150 m au-delà duquel le nombre d'espèces colonisatrices du bois mort chute (dans cette réserve naturelle, la distance moyenne entre deux bois mort était de 14 mètres). Les parcelles où les morceaux de bois mort était dispersés, mais bien « connectés » entre eux (c'est-à-dire en contact physique ou proches les uns des autres) étaient plus riches en saproxylophages que celles dont le bois était regroupé, avec des populations différentes selon ces deux cas.
L'auteur note aussi que les taux de bois mort les plus élevés sont trouvés à proximité des petits cours d'eau, ce qui renforce leur caractère de corridor biologique intraforestier.

## Classifications des gros bois, bois morts ou sénescents
En France, l'IFN classe en « gros bois » les arbres dont le diamètre à 1,30 m de hauteur dépasse 47,5 cm. Mais certains CRPF classent les arbres de 40 à 60 cm comme « gros bois », et au-delà comme « très gros bois ». L'IFN note que les arbres de ces diamètres (qui seraient considérés comme très moyen dans une forêt primaire tempérée normale) sont plus nombreux à être « capitalisés » dans les forêts publiques, en Corse (50 % des boisements) et dans les régions où les fonctions aménitaires de la forêt sont importantes (Bretagne, Aquitaine, Champagne-Ardenne, Picardie). Ces arbres sont cependant très souvent coupés avant d'atteindre le stade « très gros bois » ou bois mort, ce qui limite leur intérêt pour les organismes saproxyliques.

## Protection
En Europe, quelques espèces sont protégées, ainsi que leur habitat quand elles y sont présentes. C'est le cas par exemple du scarabée Pique-Prune.
En France, il a été proposé de conserver volontairement du bois mort (consigne au sein de l'ONF en France), y compris en ville et dans les jardins pour tenter de freiner l'érosion de la biodiversité chez ces espèces, avec par exemple les Chronoxyles qui visent à y associer une action pédagogique.
En Belgique, le programme Xylobios vise une meilleure protection des communautés saproxylophages et de leur habitat.
En Pologne, des corridors biologiques sont maintenus spécifiquement pour des espèces d'invertébrés saproxylophages jugées bioindicatrices, dans le réseau écologique national.

## Restauration
Diverses ONG, dont le WWF et Greenpeace, appellent les collectivités, gouvernements, propriétaires, depuis les années 1990 au moins, à restaurer et protéger une ressource minimale vitale en bois mort, ainsi qu'un réseau de forêts naturelles riche en très vieux arbres qu'on laissera vivre, mourir et se décomposer normalement, notamment pour leur utilité pour la biodiversité et les équilibres forestiers. Le WWF indique un objectif de 20–30 m3/ha pour les forêts gérées d’ici 2030 et demande la suppression « de ce que l’on appelle les ‘mauvaises subventions’ (ex : 1 700 euros l'hectare en France, après les tempêtes de 1999 », qui poussent au nettoiement des forêts et à la disparition du bois mort, par exemple après les tempêtes.

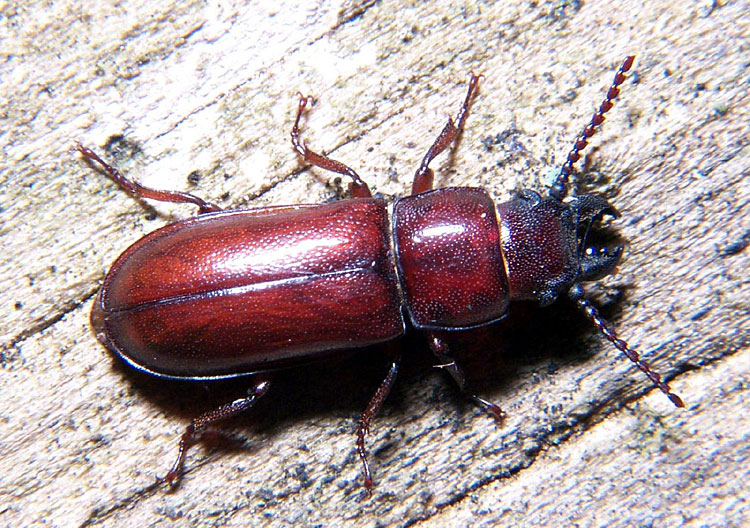
Parandra brunnea.
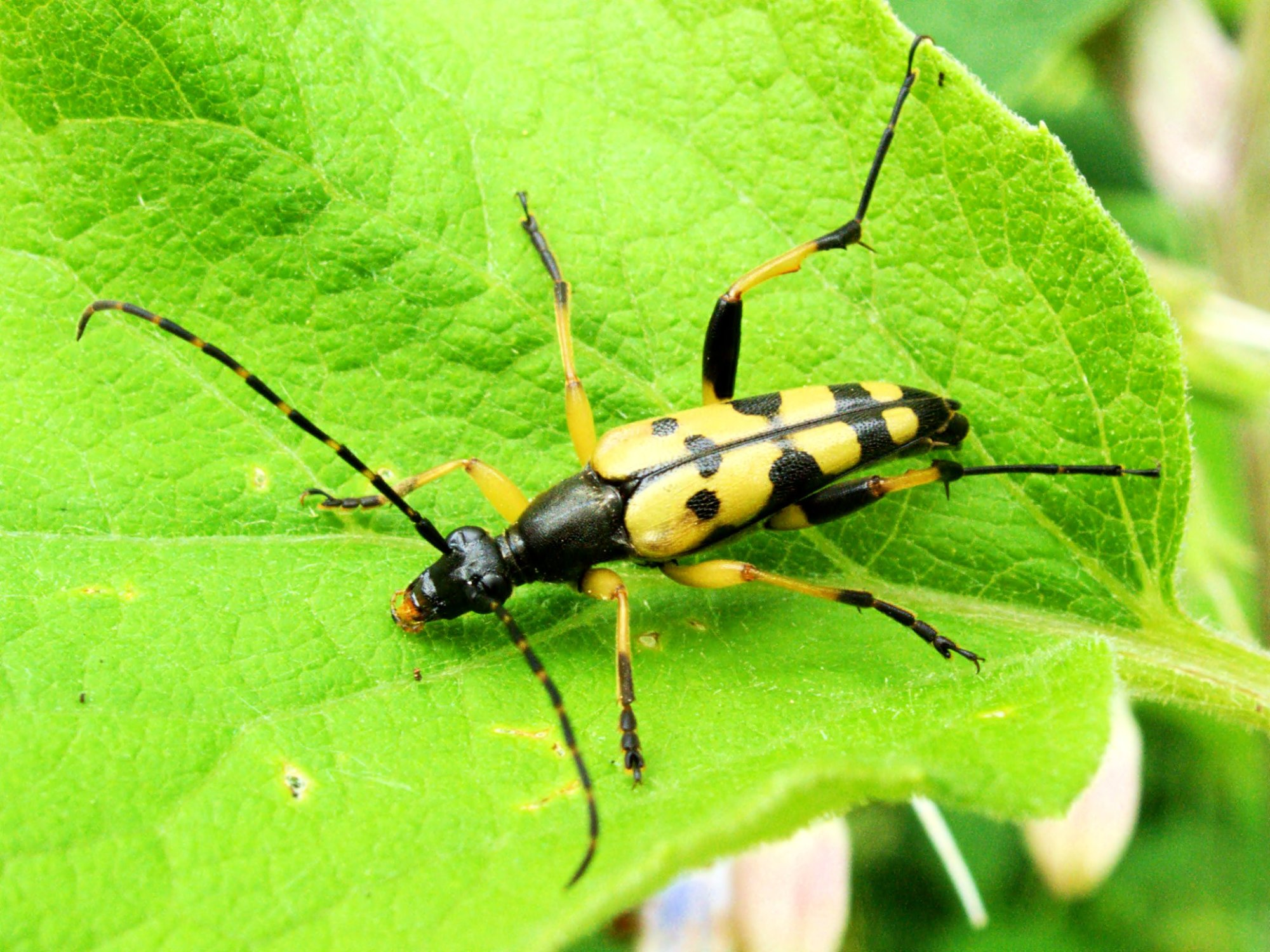
Rutpela maculata Munster (Allemagne).
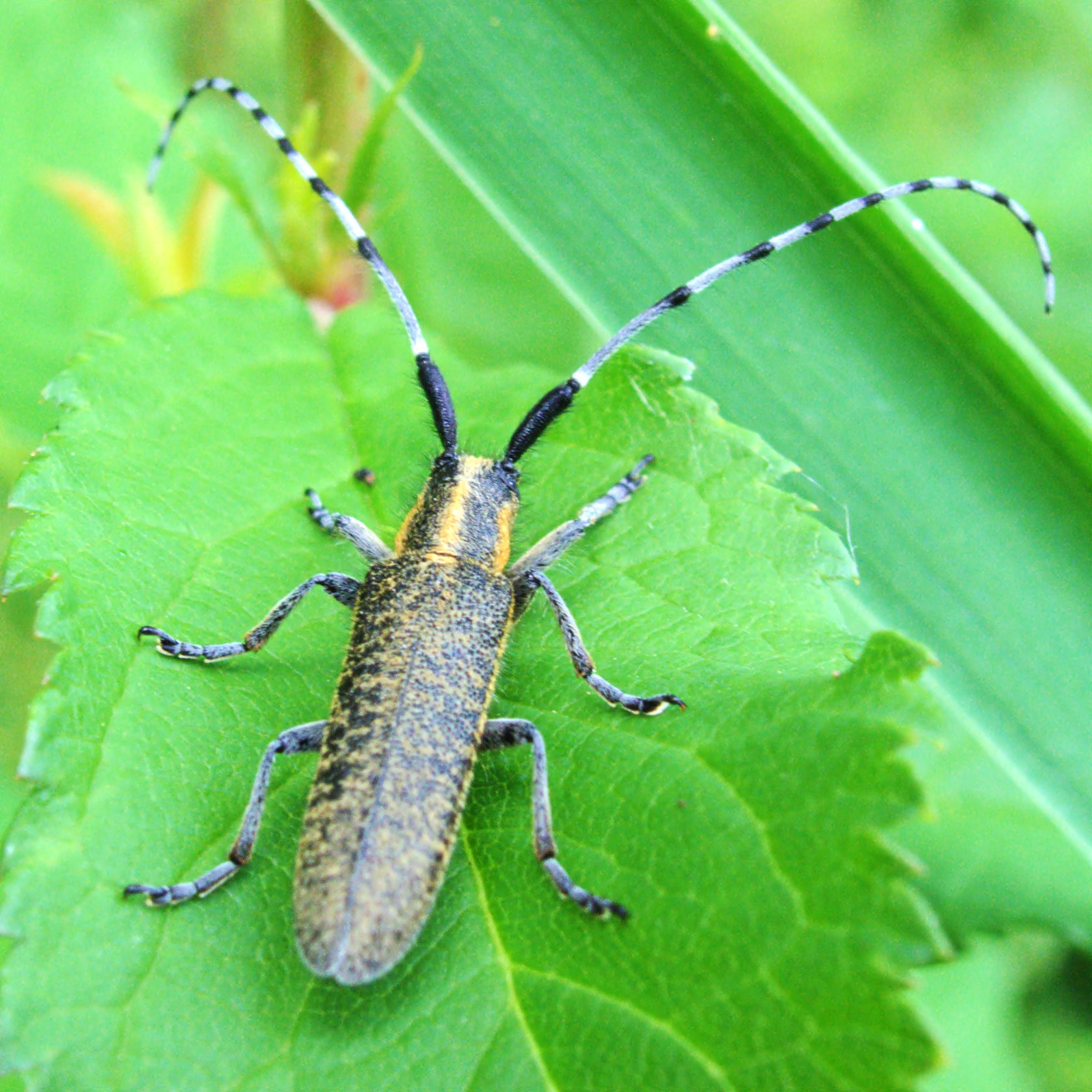
Agapanthia villosoviridescens (Munster, Allemagne).
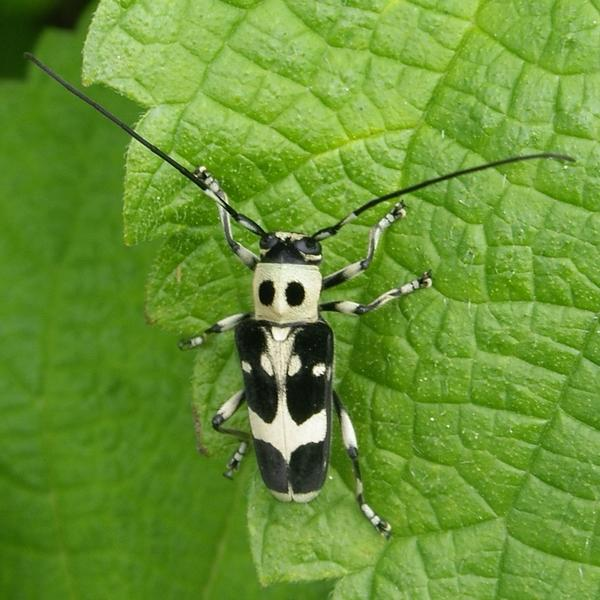
Paraglenea fortunei (Nagasaki, Japon).
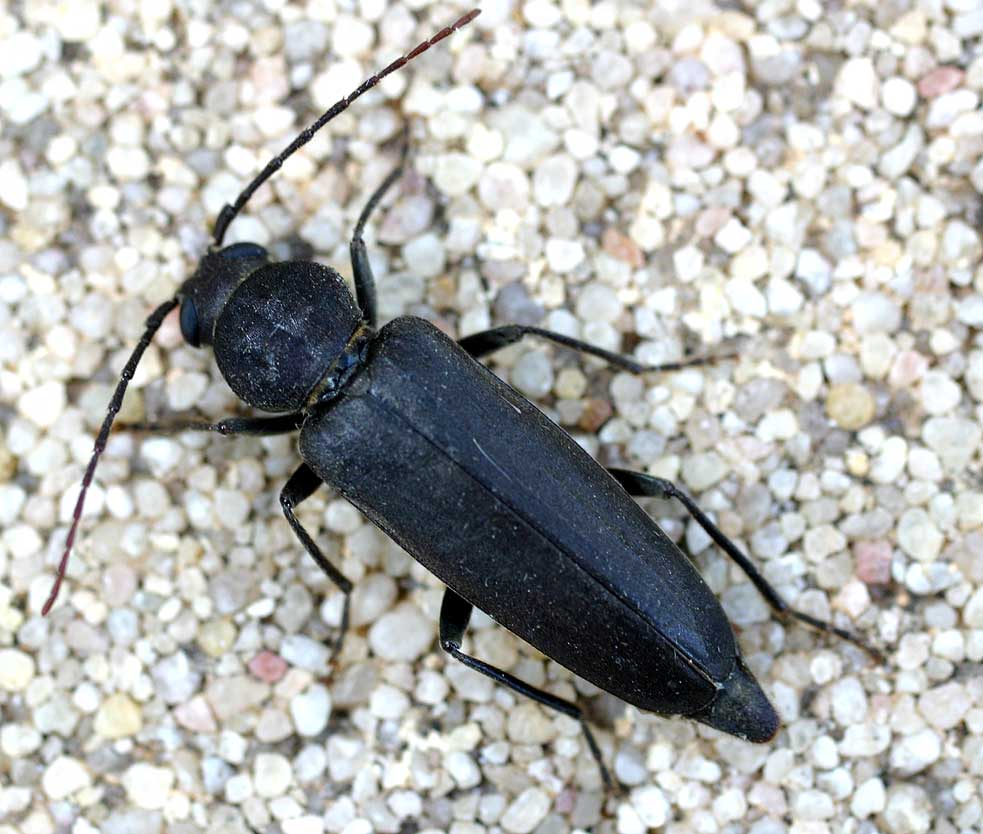
Arhopalus ferus.
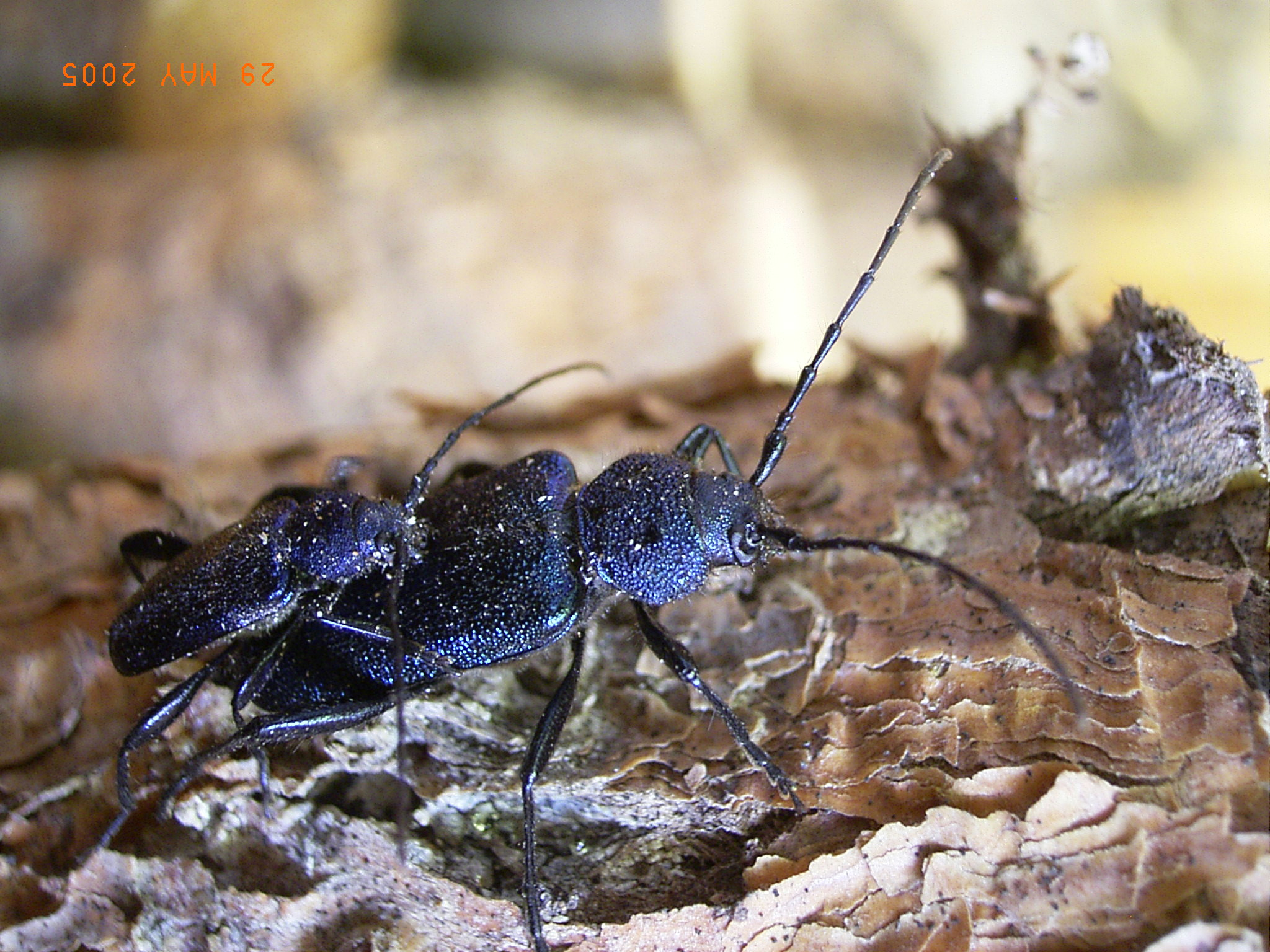
Callidium violaceum.
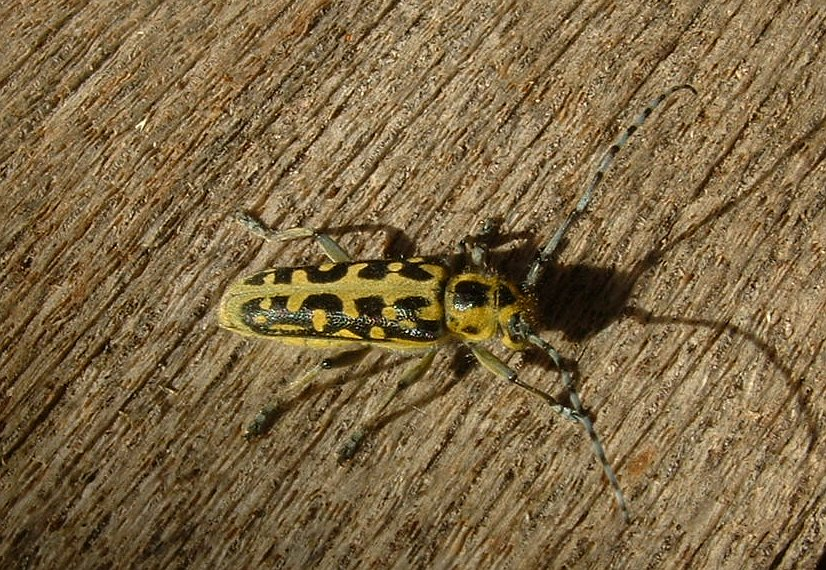
Saperda scalaris